# Нака (Ібаракі)

36°27′27″ пн. ш. 140°29′12″ сх. д. / 36.45750° пн. ш. 140.48667° сх. д.
На́ка (яп. 那珂市, なかし, МФА: [naka ɕi̥]) — місто в Японії, в префектурі Ібаракі.

## Короткі відомості
Розташоване в центральній частині префектури, на північ від Міто. Виникло на базі декількох сільських поселень раннього нового часу. Отримало статус міста 21 січня 2005 року. Основою економіки є вирощування криптомерій та їстівних лопухів. В місті розташований Інститут вивчення ядерного синтезу Управління ядерної енергетики Японії. Станом на 1 жовтня 2007 площа міста становила 97,80 км². Станом на 1 серпня 2008 населення міста становило 54 388 осіб.